# ドーム型テント

四手網型ドームテントの基本構造

ドーム型テント（Dome tent ）はドームの形状をしたテントである。

## 歴史
ルーツは中華人民共和国北部やモンゴル国で使われるゲルに求められるのではないかと考えられている。
極地探検用のアークティック・テントを経て発達し、ドーム型テントとして最初に使われたのは1933年にH・ラトレッジが率いたイギリスの第4次エベレスト遠征隊によりキャンプ3Aと4で使用された例とされる。エリック・シプトンによるとこのテントの床はφ460cmの円形で、フレームは竹製、その上に布をかけ、内側にも布を吊り下げた二重構造で、その間隔は30cmほどもあったのでストーブを焚くと非常に暖かく快適であったという。キャンプ3Aでの使用についてエリック・シプトンは「たいへん心丈夫であり、風の襲撃に対しても平気であった」「建てるのに骨が折れたが、一度建ててしまうと、よく建てられた丸太小屋のように居心地が良かった」と信頼を置いたし、ブリザードが吹き荒れたキャンプ4での使用についてフランシス・シドニー・スマイス（Francis Sydney Smythe ）は「私たちは極地型テントをどれほど有難いと思ったことか。それは全く雪をとおさず、ただ人をとおすためにフラップを開けたとき、一、二度だけ、こまやかな粉雪が奔流のように流れ込んできたことが、あるにはあった」と深く感謝している。しかしこれも布地はナイロン、フレームは超ジュラルミンや炭素繊維製となった現代的なドーム型テントとは基本的に違うもので、重量や耐風性は無論のこと、凍結による設営撤収の困難の差は極めて大きく、特に風当たりが強かったキャンプ3Aではすんでのところで飛ばされるところであった。
日本でいち早く目をつけたのは京都帝国大学（現京都大学）で、1934年から1935年にかけての白頭山遠征に使った。隊長の今西錦司は「第一前進キャンプ、第二前進キャンプではともに、一九三三年のエベレスト登山隊が使った極地式円型天幕に倣って、新たに作らせたものを用いてみたが、たいへん成績がよくて、特に風に対して強いことは、十分体験できたように思う。第一キャンプは十人、第二キャンプでは八人収容することができたが、この収容力も外観に比してはるかに大きい」と満足している。
しかしその後もあくまでテントの主流はウィンパー・テントであり続けた。

## 四手網型ドーム
ウィンパー・テントが主流である状況が変わったのは四手網の型とでも言うか、現代的なドーム型テントの登場による。
これはX字に組み合わせたフレームの末端を床の四隅に固定し、フレームのたわみで風を受け流し、フレームの復元力でテント本体を張り立たせる自立式であるのが特徴である。1970年に東京で「エスパース・テント」として発売されて以来軽い、嵩張らない、居住性が良いなどの理由で急速に広まった。
また1970年に試作され1971年に関西で発売された「カラコルム・テント」は布地の本体部分をフレームに吊り下げるユニークな方式で、荒天下での設営撤収の困難を著しく改善し、厚いミトンをしたまま迅速に行えるようになった。

## ジオデシック・ドームテント
アメリカ合衆国の建築学者バックミンスター・フラーが球の持つ構造力学的な特徴に注目し建築学で実証しようと考え、1947年に「最小の部品で最大の強度と居住空間を持つ建造物はジオデシック・ドームである」と結論づけ、富士山レーダーなど世界各地で実用化した。これを厳しい自然環境の中で使われるテントに導入しようと1975年にザ・ノース・フェイスとの協力で「オーバル・インテンション」を発売、1976年にイギリスとカナダの合同によるパタゴニア遠征隊に使用させたところ、猛吹雪の中でこのテントのみが飛ばされなかったといい、風速60m/秒にも耐えたという。

## テントの主流へ
柔軟性のあるアルミニウム合金製の短いポールを継ぎ足し立体縫製された生地に差し込んで建て、一人でも簡単に設営でき、曲げられたポールの復元力で自立し、設営後の移動が簡単などの特徴は四手網型ドームとジオデシック・ドームテントに共通で、1990年現在テントに要求されるいろいろな条件を最も満たしているものとしてシェアを伸ばし、ウィンパー・テントを駆逐した。